# (17024) Costello
(17024) Costello  es un asteroide perteneciente al cinturón de asteroides, descubierto el 15 de marzo de 1999 por John Broughton desde el Observatorio de Reedy Creek, en Australia.

## Designación y nombre
Costello se designó inicialmente como 1999 EG.
Más adelante fue nombrado en honor al actor cómico estadounidense  Louis Costello (1906-1959).

## Características orbitales
Costello orbita a una distancia media del Sol de 2,4318 ua, pudiendo acercarse hasta 2,2686 ua y alejarse hasta 2,5951 ua. Tiene una excentricidad de 0,0671 y una inclinación orbital de 5,3449° grados. Emplea en completar una órbita alrededor del Sol 1385 días.

## Características físicas
Su magnitud absoluta es 14,2. Tiene 3,744 km de diámetro. Su albedo se estima en 0,138.